# Josep Maria Casas i de Muller
Josep Maria Casas i de Muller (Tarragone, 1890 - Barcelone, 1975) est un écrivain et poète espagnol, également chercheur en mathématiques.

## Biographie
Il commence sa scolarité à Tarragone puis à Barcelone et ensuite dans un internat des Jésuites à Tudela (Navarre). Son secondaire se déroule à Barcelone, au collège de Saint Ignace (ca), régi par les jésuites de Sarrià.
Licencié en chimie (1912), il a enseigné la chimie et les mathématiques à l'Institut-Escola de Sabadell durant la guerre civile.
Il collabore à Bella Terra, publie des recueils de poèmes dramatiques et participe assidûment aux Jeux Florals de Barcelone (parmi beaucoup d'autres) : il remporte la Viola d'or i d'argent (ca) en 1927 pour l'œuvre Poème de Mars et la Flor Natural (ca) en 1929 pour Ode dionisíaca, entre autres prix.
Casas de Muller se meut du catholicisme militant. Catalaniste convaincu, son œuvre littéraire appartient au Noucentisme. Pendant sa production d'après-guerre, il s'oriente fortement vers la recherche, et en 1956 il obtient le prix Torres Quevedo pour son travail mathématique de grande qualité pédagogique Geometría hiperbólica ne euclídea. En 1963 et 1970, il est lauréat du prix Fastenrath (ca). L'un de ses principaux apports à la recherche mathématique est son travail sur le théorème de Fermat[Lequel ?] dans Anotaciones al Teorema de Fermat, sur lequel il a travaillé toute sa vie.

## Legs de l'auteur
Le musée d'art moderne de Tarragone (ca) possède une vitrine consacrée à l'auteur, où sont regroupés tous ses prix obtenus aux Jocs Florals, quelques photographies familiales et des exemplaires de ses livres. La ville de Tarragone a consacré à Josep Maria Casas de Muller le nom d'une avenue et un monolithe avec une strophe de son poème Oda a Tarragona, dans un parc au centre de la ville.
Le legs de Josep Maria Casas de Muller, comportant son œuvre littéraire, scientifique et de recherche, et des objets personnels, se trouve déposé depuis 1993 à l'Institut d'Estudis Tarraconenses Ramon Berenguer IV.

## Œuvres
- Llibre de versos (1922), cinquante-sept poèmes
- Pindàriques modernes (1926), proses poétiques où l'auteur reflète le style classique de Píndar à travers la matérialisation des choses.
- Fra Garí (1927), poème dramatique étrenné au Coliseu Pompeia (Barcelone) et mis en scène par la compagnie Teatre Íntim d'Adrià Gual.

Commentaire de l'auteur sur sa première œuvre publiée, le Livre de Vers : 
« D'aquest volum m'ha semblat més dir-ne Llibre de Versos que de Poesia, perquè de versos som molts els que en fem, però de poesia molt pocs en podem haver. Jo almenys, amb tot i haver vist la bellesa tan de prop, no sé si mai n'hauré alcançada l'exquisida revelació: La Poesia. »
« J'ai plus eu l'impression, avec ce volume, qu'il s'agissait d'un livre de vers que de poésie, parce que des vers, nous sommes beaucoup à en faire, mais bien peu à savoir faire de la poésie. En tous cas, moi, malgré tout, j'y ai vu la beauté ; je ne sais si j'ai atteint l'exquise révélation : la Poésie. »

### Autres œuvres
Variées, autant en catalan qu'en espagnol (pendant l'époque franquiste), de nombreuses œuvres sont inédites. La liste suivante en indique un certain nombre, à titre indicatif mais non exhaustif. Son œuvre comporte des poèmes (recueils Andrómeda, Sonetos en tu loue, Santiago), des romans (Carmen, Camins, Ha mort un número), des contes (A la nena anomenada Montserrat, petita amiga...), des essais (La matèria finita, Introducción a la lectura de "La ben plantada", El origen del Universo y del hombre, Evolución cósmica, La filosofia i la moda (La philosophie et la mode), El origen del hombre (L'origine de l'homme), Univers-Humanitat-Déu (Univers-Humanité-Dieu), un scénario cinématographique (El rei encubierto), des pièces de théâtre (Tragedia en los riscos, El ermitaño y la princesa (L'ermite et la princesse), des essais (La ciudad sin noche, prix Pare Miquel d'Esplugues 1958 ; Les set estrelles (Les sept étoiles), finaliste du prix Joan Yxart 1967 ; Cuestiones selectas de dogma, moral y vida social).
Dans sa jeunesse, Casas de Muller signe quelques-uns de ses travaux sous le pseudonyme de « Maxver », comme par exemple pour La espada de fuego, sur le thème de la création et l'évolution de l'espèce humaine.
En 1988, l'Institut d'Estudis Tarraconenses Ramon Berenguer IV (Tarragone) édite une anthologie de l'auteur sous le titre L'obra poètica de Josep M. Casas de Muller, par Francesc Roig i Queralt. L'œuvre est un recueil des meilleurs poèmes de l'auteur regroupés en trois tomes accompagnés d'une étude étendue et détaillée de la vie et l'œuvre de l'auteur.

### Poèmes présentés auxJeux Floraux
- Poesia d'amor, (1916)
- Bacus plorant, (1916) (2n accessit à la Flor Natural en 1916)
- El Poema del Pa, (1916, 1917, 1919, 1920 et 1921) (second accessit au prix extraordinaire des Mantenidors en 1921)
- Oda al vent, (1916 et 1917)
- Amor, (1917)
- Salm del amor, (1920)
- Cançons del bon temps, (1921)
- Palmera de claustre, (1921)
- Col·loqui d'Inquietut, (1921)
- Elogi de la masovera, (1922)
- Oda a Catalunya, (1922)
- Els noms divins, (1922)
- L'auca dels mesos, (1922)
- Salm de la pluja, (1922)
- Nova lloança a la Mare de Déu de Montserrat, (1922)
- Amic amor és enemic, (1923)
- Oda a Tarragona, (1923)
- Elogis del temps modern, (1923)
- Elogi de l'Empordà, (1924)
- El poemet de Fra Garí damnat, (1924) (1er accessit à la Viole d'or et de argent)
- Pindàriques modernes, (1924)
- Poema de Març, (1926 et 1927) (Prix à la Viole d'or et de argent en 1927)
- Oda dionisíaca, (1926, 1927 et 1929) (Prix de la Fleur Naturelle en 1929)
- La pregària de la nit primera, (1930 et 1933) (second accessit à la Viole d'or et de argent en 1933)
- Poema humanal, (1933)

### Prix obtenus aux autres Jeux Florals
- Flor Natural dels Jocs Florals de Lleida 1918[3]
- La mort de Pan. Flor Natural dels Jocs Florals de l'Empordà 1921
- Elogi de les quatre donzelles. Flor Natural del Jocs Florals de la Bonanova 1922
- Elogi de la masovera. Flor Natural del Jocs Florals de l'Orfeó Tarragoní 1922
- Flor Natural dels Jocs Florals d'Horta 1922
- Elegia pietosa. Viola d'Or i Argent dels Jocs Florals de Sant Joan de Vilassar 1923
- Flor Natural dels Jocs Florals de l'Orfeó Gracienc 1923
- Flor Natural dels VII Jocs Florals de la Plaça de la Llana de Barcelona 1962
- Cant d'absència i de presència. Flor Natural dels Jocs Florals organitzats amb motiu de l'homenatge a Joan Maragall 1963
- De la presència i el record. Premi del VI Certamen de Poesia de Salou 1965
- Prix aux XVème Jeux Florals de la Plaça de la Llana de Barcelona 1970